# Drogheda United Football Club
Maillots
Actualités
Drogheda United Football Club (en irlandais : Cumann Peile Dhroichead Átha Aontaithe) est un club irlandais de football participant au Championnat d'Irlande de football en First Division (la deuxième division nationale, la Premier Division étant la première division irlandaise). Le club est basé dans la ville de Drogheda, dans le comté de Louth et depuis 1979 joue ses matchs à domicile à United park.
Le club actuel résulte de l'association de deux anciens clubs de Drogheda, Drogheda United, fondé en 1919 et Drogheda FC fondé en 1962. Les deux clubs ont fusionné en 1975. La plus grande victoire du club est un titre de champion d'Irlande gagné en 2007. Le titre est venu clore deux années fructueuses après la double victoire de 2005 en Setanta Sports Cup puis en Coupe d'Irlande.

## Histoire
Fondé en 1919, le premier club dénommé Drogheda United n’a pas été pendant ses premières années affilié à la fédération irlandaise de football qui organise le championnat d’Irlande. Mais en 1963 un autre club, dénommé celui-là Drogheda FC, a été choisi pour participer au championnat. Ce choix a eu lieu alors que le championnat passait de 10 à 12 clubs. Lors de leur première saison, Drogheda FC termine à la dixième place. Il termine ensuite les trois championnats suivant à une des trois dernières places. En 1967-1968, Drogheda se hisse à une respectable sixième place. Avec le passage du championnat de 12 à 14 équipes, les choses se compliquent pour Drogheda. Le club est abonné aux fins de classement et ne décolle pas des cinq dernières places. Il subit à cette époque sa plus large défaite : 8-1 contre les Cork Hibernians au cours de la saison 1970-1971. Cette année-là le club parvient néanmoins à se qualifier pour la finale de la Coupe d’Irlande, seulement battu par Limerick FC.
En 1975, Drogheda Football Club fusionne avec l’autre club de la ville le Drogheda United et forme le Drogheda United Football Club. En termes sportifs les effets se font immédiatement sentir : la nouvelle entité termine le championnat à la sixième place et se qualifie pour la finale de la Coupe d’Irlande pour la deuxième fois. Cette fois-ci il perd 1-0 contre Bohemian FC. Au terme des trois saisons suivantes, et à l’opposé de ce qu’il arrivait auparavant, c’est à la troisième place que le club s’abonne. C’est au cours de cette période que le club remporte sa plus large victoire, 7-1 contre les Finn Harps et que le record de buts marqués pour le club en une saison est établi par Cathal Muckian avec 21 buts.
Vient ensuite une nouvelle période difficile avec plusieurs saisons terminées parmi les cinq derniers du championnat. La saison 1982-1983 marque un retour sur le devant de la scène. Drogheda United réalise son meilleur championnat et parvient à la deuxième place, seize points derrière le champion, Athlone Town. Ce résultat permet à Drogheda de jouer pour la première fois de son histoire en Coupe d’Europe. En Coupe UEFA 1983-1984 le club rencontre au premier tour le club anglais de Tottenham Hotspur. Le résultat est très lourd pour Drogheda : une défaite par 14 à 0 sur l’ensemble des deux matchs.
Le club gagne le tout premier trophée de son histoire avec la Coupe de la Ligue d'Irlande en 1983-1984.
En 1985-1986, le championnat d'Irlande s’agrandit avec la création de la deuxième division, dénommée First Division. Drogheda ayant fini à la 11e place du championnat précédent, fait partie des 4 anciens clubs de l’élite à commencer la saison en deuxième division. Le club reste en First Division jusqu’en 1988-1989 date à laquelle il remporte le titre de champion de deuxième division. Le succès est de courte durée car Drogheda n’arrive pas à se maintenir. Il redescend pour remonter immédiatement après grâce à un deuxième titre en deuxième division. Le club traverse alors une période troublée. Promotions et relégations vont se succéder jusqu’en 2002-2003.
En accédant à l’élite au terme de la saison 2001-2002, Drogheda United adopte le statut professionnel. Ce changement dans la vie et l’organisation du club apporte tout de suite des résultats. Le club remporte sa première Coupe d'Irlande en 2005 puis deux Setanta Sports Cup successives en 2006 et 2007.Drogheda se qualifie aussi pour la Coupe UEFA grâce à sa victoire en Coupe. Le résultat, même s’il est meilleur que leur premier contact avec l’Europe, est toutefois une défaite, cette fois 4 à 2 contre les Finlandais de HJK Helsinki.

## Bilan sportif

### Palmarès
- Championnat d'Irlande (1)
  - Champion : 2007

- Coupe d'Irlande  (2)
  - Vainqueur : 2005 et 2024
  - Finaliste : 1976, 2013

- Coupe de la Ligue irlandaise (2)
  - Vainqueur : 1984, 2012

- Setanta Sports Cup (2)
  - Vainqueur : 2006, 2007
  - Finaliste : 2013

- Tyler Cup
  - Finaliste : 1980

### Bilan européen
Note : dans les résultats ci-dessous, le score du club est toujours donné en premier.
| Saison    | Compétition         | Tour            | Club              | Domicile | Extérieur | Total               |
| --------- | ------------------- | --------------- | ----------------- | -------- | --------- | ------------------- |
| 1983-1984 | Coupe UEFA          | Premier tour    | Tottenham Hotspur | 0 - 6    | 0 - 8     | 0 - 14              |
| 2006-2007 | Coupe UEFA          | Premier tour Q  | HJK Helsinki      | 3 - 1 ap | 1 - 1     | 4 - 2               |
| 2006-2007 | Coupe UEFA          | Deuxième tour Q | IK Start          | 1 - 0 ap | 0 - 1     | 1 - 1 (10 - 11 tab) |
| 2007-2008 | Coupe UEFA          | Premier tour Q  | AC Libertas       | 1 - 1    | 3 - 0     | 4 - 1               |
| 2007-2008 | Coupe UEFA          | Deuxième tour Q | Helsingborgs IF   | 1 - 1    | 0 - 3     | 1 - 4               |
| 2008-2009 | Ligue des champions | Premier tour Q  | Levadia Tallinn   | 2 - 1    | 1 - 0     | 3 - 1               |
| 2008-2009 | Ligue des champions | Deuxième tour Q | Dynamo Kiev       | 1 - 2    | 2 - 2     | 3 - 4               |
| 2013-2014 | Ligue Europa        | Premier tour Q  | Malmö FF          | 0 - 0    | 0 - 2     | 0 - 2               |

Légende
- Victoire ou qualification pour le tour suivant
- Match nul
- Défaite ou élimination de la compétition

## Blason
Le blason reprend des éléments des armoiries de la ville de Drogheda. L'étoile et le croissant de lune, éléments que l'on trouve également dans le logo de Portsmouth FC, dont les armoiries de la ville ont été données par le roi Richard Ier d'Angleterre. L'hypothèse selon laquelle ces éléments font référence à l'Empire Ottoman qui en 1847 envoya des vivres en Irlande lors de la grande famine est fausse, car le blason de la ville de Drogheda a été décrit en 1844, et d'après les historiens, on trouve déjà des traces de ces emblèmes en 1210.